# أليخاندرو دي لوس سانتوس
أليخاندرو دي لوس سانتوس (بالإسبانية: Alejandro De los Santos)‏ هو لاعب كرة قدم أرجنتيني، ولد في 1901 في مدينة بارانا، انتري ريوس في الأرجنتين، وتوفي في 1981 في بوينس آيرس في الأرجنتين. شارك مع منتخب الأرجنتين لكرة القدم. أما مع النوادي، فقد لعب مع سبورتيفو دوك سود ونادي سان لورينزو وهوراكان.